# Хильемарк, Оскар
Оскар Карл Никлас Хильемарк (швед. Oscar Carl Niclas Hiljemark; род. 28 июня 1992, Йиславед, Йёнчёпинг) — шведский футболист, полузащитник; тренер. Выступал за сборную Швеции. Участник чемпионата Европы 2016 и чемпионата мира 2018.

## Клубная карьера

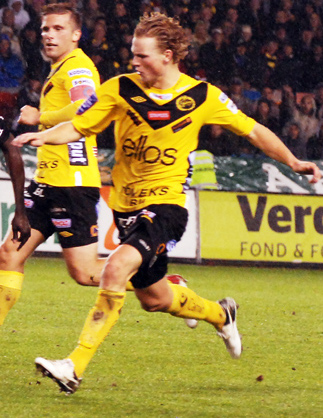
Хильемарк в составе «Эльфсборга»

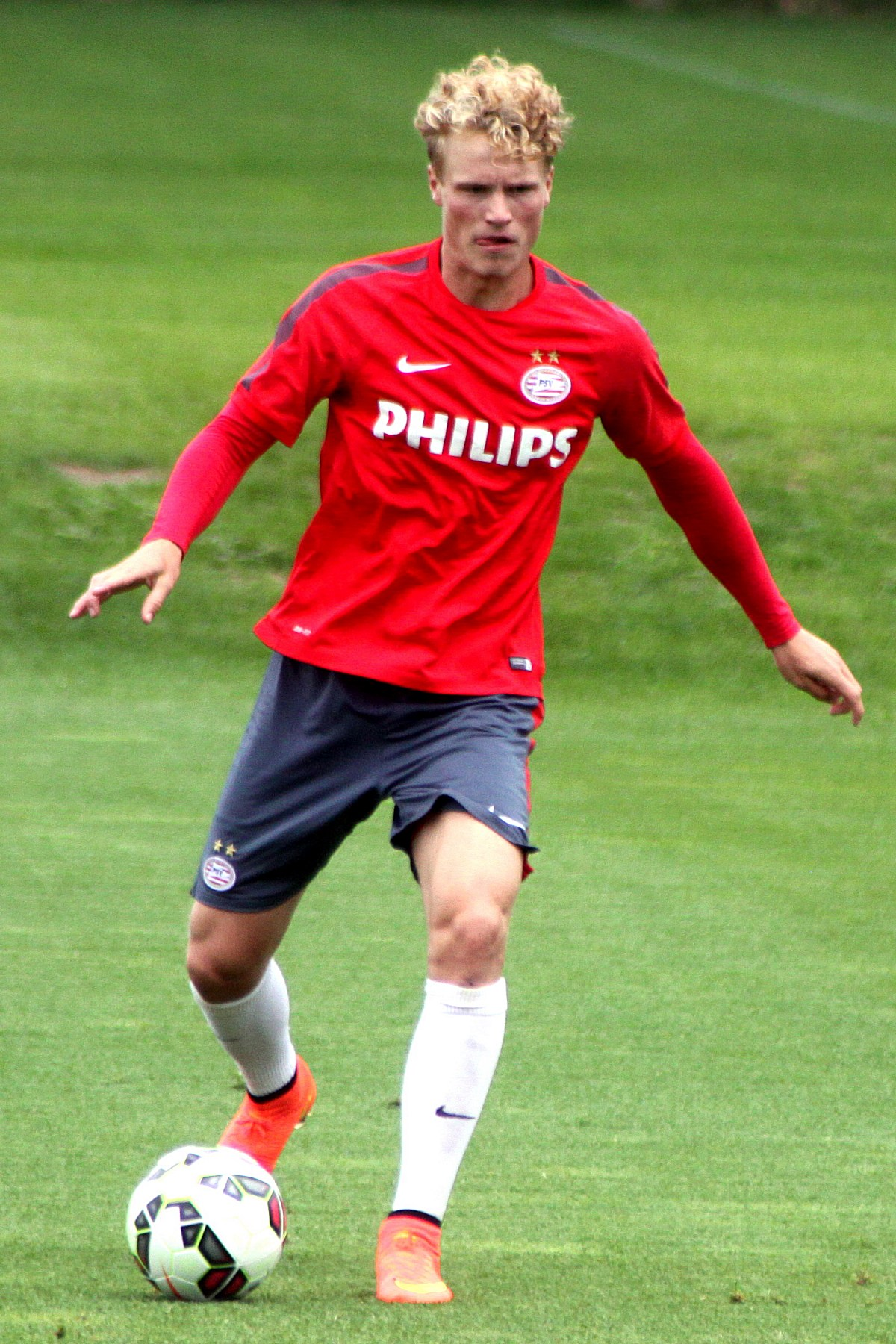
Хильемарк в составе ПСВ

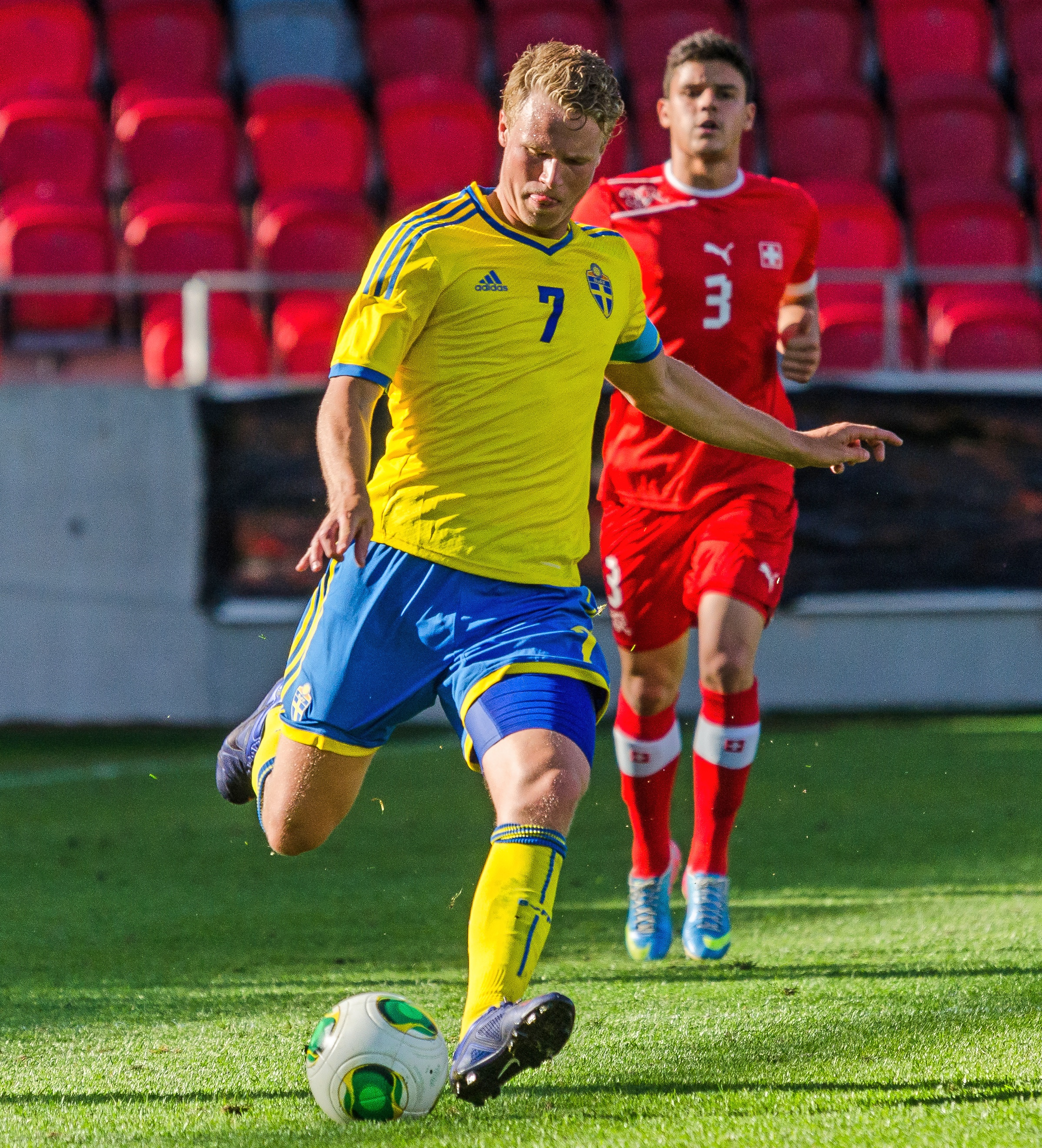
Хильемарк в составе сборной Швеции

Воспитанник клуба «Эльфсборг». 26 сентября 2010 года в матче против клуба «Броммапойкарна» дебютировал в Аллсвенскан лиге. 27 июня в поединке против «Сюрианска» забил свой первый гол за «Эльфсборг». В 2012 году Хильемарк помог клубу выиграть чемпионат Швеции. По итогам последующих двух сезонов он был признан одним из лучших молодых футболистов лиги.
В начале 2013 года Хильемарк перешёл в нидерландский ПСВ. Сумма трансфера составила 2,2 млн евро. 26 января в матче против «Хераклеса» дебютировал в Эредивизи, заменив во втором тайме Тима Матавжа. В первом сезоне стал серебряным призёром чемпионата и помог команды выйти в финал Кубка Нидерландов. 17 августа 2013 года в поединке против «Гоу Эхед Иглз» забил свой первый гол за ПСВ.
13 июля 2015 года подписал четырёхлетний контракт с итальянским клубом «Палермо». 23 августа в матче против «Дженоа» дебютировал в Серии А, заменив во втором тайме Луку Ригони. 13 сентября в поединке против «Карпи» Хильемарк забил первый гол за новую команду. Спустя неделю сделал дубль в матче против «Милана».
В начале 2017 года перешёл в «Дженоа». Дебютировал 29 января в матче против «Фиорентины». В этом же поединке забил свой первый гол. Летом для получения игровой практики Хильемарк на правах аренды перешёл в греческий «Панатинаикос». 10 сентября в матче против «Керкиры» дебютировал в греческой Суперлиге. 16 октября в поединке против «Ларисы» забил свой первый гол за клуб. В начале 2018 года вернулся в «Дженоа». 2 сентября 2019 года перешёл в российский клуб «Динамо» Москва на правах аренды до конца сезона.

## Карьера в сборных
9 февраля 2011 году в поединке против молодёжной сборной Португалии дебютировал за молодёжную сборную Швеции.
18 января 2011 года в товарищеском матче против сборной Бахрейна дебютировал за сборную Швеции. В этом же поединке забил свой первый гол.
В 2015 году в составе молодёжной сборной Швеции выиграл молодёжный чемпионат Европы в Чехии. На турнире сыграл в матчах против сборных Дании, Италии, Англии и дважды Португалии. В поединке против датчан забил гол.
Летом 2016 года попал в заявку сборной на участие в чемпионате Европы во Франции. На турнире был запасным и на поле не вышел.
10 октября 2016 года в отборочном матче чемпионата мира 2018 против сборной Болгарии Хильемарк забил первый гол в официальном матче за национальную команду.
В 2018 году принял участие в чемпионате мира в России. На турнире сыграл в матчах против команд Южной Кореи и Мексики.
В 2021 году закончил карьеру из-за травмы бедра в возрасте 28 лет.

### Голы за сборную Швеции
| # | Дата            | Место                                 | Противник | Счёт | Результат | Соревнование                     |
| - | --------------- | ------------------------------------- | --------- | ---- | --------- | -------------------------------- |
| 1 | 18 января 2012  | Thani bin Jassim Stadium, Доха, Катар | Бахрейн   | 2:0  | 2:0       | Товарищеский матч                |
| 2 | 10 октября 2016 | Френдс Арена, Сольна, Швеция          | Болгария  | 2:0  | 3:0       | Чемпионат мира 2018 квалификация |

## Достижения
Командные
 «Эльфсборг»
- Чемпион Швеции — 2012

 ПСВ
- Чемпион Нидерландов — 2014/2015

В сборных
 Швеция (до 21)
- Молодёжный чемпионат Европы — 2015